# Буроспинный райский зимородок
Буроспи́нный ра́йский зиморо́док (лат. Tanysiptera danae) — вид птиц семейства зимородковых, обитающий в Новой Гвинее.

## Описание
Буроспинный райский зимородок достигает длины 23 см. У него красный клюв. Голова, затылок и крылья коричневатые, тело светло-красноватое. Его длинные хвостовые перья хвоста, характерные для райских зимородков, синеватые.

## Местообитание
Буроспинный райский зимородок обитает в глубоко расположенных лесных территориях на крайнем востоке Новой Гвинеи. Его питание состоит преимущественно из насекомых, которых он ловит на земле.